# Llista de topònims de Torregrossa
Llista de topònims (noms propis de lloc) del municipi de Torregrossa, a Pla d'Urgell
Informació actualitzada per un bot. Els canvis manuals es perdran quan s'actualitzi!

## cabana
| imatge | Nom               | Ubicat a    | instància de | Detalls | coordenades                                                          | Protecció | Commons (més fotos) | Dades a WD                    |
| ------ | ----------------- | ----------- | ------------ | ------- | -------------------------------------------------------------------- | --------- | ------------------- | ----------------------------- |
|        | cobert del Moreno | Torregrossa | cabana       |         | 41° 35′ 17″ N, 0° 48′ 46″ E / 41.588116339129°N,0.8129013828588°E    |           |                     | Modifica les dades a Wikidata |
|        | cobert del Pató   | Torregrossa | cabana       |         | 41° 35′ 03″ N, 0° 49′ 11″ E / 41.5840502341661°N,0.819792334949457°E |           |                     | Modifica les dades a Wikidata |

## casa
| imatge | Nom                                           | Ubicat a    | instància de | Detalls                                  | coordenades                                                                                  | Protecció                                  | Commons (més fotos)                           | Dades a WD                    |
| ------ | --------------------------------------------- | ----------- | ------------ | ---------------------------------------- | -------------------------------------------------------------------------------------------- | ------------------------------------------ | --------------------------------------------- | ----------------------------- |
|        | Cal Farré                                     | Torregrossa | casa         | Estil: arquitectura popular 18th century | 41° 34′ 53″ N, 0° 49′ 53″ E / 41.58144°N,0.83149°E ca:C. Major, 8 234 msnm                   | bé integrant del patrimoni cultural català | Cal Farré (Torregrossa)                       | Modifica les dades a Wikidata |
|        | Cal Jaumet (Torregrossa)                      | Torregrossa | casa         | Estil: arquitectura popular              | 41° 34′ 53″ N, 0° 49′ 56″ E / 41.5815°N,0.83215°E                                            | bé integrant del patrimoni cultural català | Cal Jaumet (Torregrossa)                      | Modifica les dades a Wikidata |
|        | Cal Majo (Torregrossa)                        | Torregrossa | casa         | Estil: arquitectura popular              | 41° 34′ 50″ N, 0° 49′ 56″ E / 41.5806°N,0.83227°E                                            | bé integrant del patrimoni cultural català | Cal Majo (Torregrossa)                        | Modifica les dades a Wikidata |
|        | Cal Salvia                                    | Torregrossa | casa         | Estil: noucentisme 20th century          | 41° 34′ 47″ N, 0° 49′ 55″ E / 41.57964°N,0.83188°E ca:C. Mossèn Cinto Verdaguer, 2 228 msnm  | bé integrant del patrimoni cultural català | Cal Salvia (Torregrossa)                      | Modifica les dades a Wikidata |
|        | Habitatge unifamiliar                         | Torregrossa | casa         | 20th century                             | 41° 34′ 52″ N, 0° 49′ 52″ E / 41.58108°N,0.83099°E ca:Pl. Jesús Jansa 234 msnm               | bé integrant del patrimoni cultural català | Habitatge unifamiliar (Torregrossa)           | Modifica les dades a Wikidata |
|        | habitatge al carrer Mossèn Cinto Verdaguer, 1 | Torregrossa | casa         | Estil: arquitectura modernista           | 41° 34′ 48″ N, 0° 49′ 56″ E / 41.58°N,0.83222222222222°E ca:Carrer Mossèn Cinto Verdaguer, 1 | bé integrant del patrimoni cultural català | Habitatge al carrer Mossèn Cinto Verdaguer, 1 | Modifica les dades a Wikidata |

## edifici
| imatge | Nom                              | Ubicat a    | instància de | Detalls                                                  | coordenades                                        | Protecció                                  | Commons (més fotos)              | Dades a WD                    |
| ------ | -------------------------------- | ----------- | ------------ | -------------------------------------------------------- | -------------------------------------------------- | ------------------------------------------ | -------------------------------- | ----------------------------- |
|        | Casal                            | Torregrossa | edifici      | Estil: arquitectura popular Estat: enderrocat o destruït | 41° 34′ 46″ N, 0° 49′ 54″ E / 41.57936°N,0.83167°E | bé integrant del patrimoni cultural català | Casal (Torregrossa)              | Modifica les dades a Wikidata |
|        | Casal-palau dels Ducs d'Almenara | Torregrossa | edifici      | Estil: arquitectura popular                              | 41° 34′ 22″ N, 0° 46′ 09″ E / 41.5729°N,0.76911°E  | bé integrant del patrimoni cultural català | Casal-palau dels Ducs d'Almenara | Modifica les dades a Wikidata |

## església
| imatge | Nom                        | Ubicat a    | instància de              | Detalls                                  | coordenades                                                                   | Protecció                                  | Commons (més fotos)                   | Dades a WD                    |
| ------ | -------------------------- | ----------- | ------------------------- | ---------------------------------------- | ----------------------------------------------------------------------------- | ------------------------------------------ | ------------------------------------- | ----------------------------- |
|        | Mare de Déu de l'Assumpció | Torregrossa | església                  | Estil: arquitectura neoclàssica          | 41° 34′ 52″ N, 0° 49′ 55″ E / 41.5812°N,0.83199°E                             | bé integrant del patrimoni cultural català | L'Assumpta de Torregrossa             | Modifica les dades a Wikidata |
|        | Sant Bartomeu de Margalef  | Torregrossa | església edifici històric | Estil: arquitectura popular              | 41° 34′ 22″ N, 0° 46′ 10″ E / 41.5729°N,0.76943°E                             | bé integrant del patrimoni cultural català | Església de Sant Bartomeu de Margalef | Modifica les dades a Wikidata |
|        | Sant Roc de Torregrossa    | Torregrossa | església                  | Estil: arquitectura barroca 18th century | 41° 34′ 48″ N, 0° 49′ 52″ E / 41.57994°N,0.83122°E ca:C. de Sant Roc 231 msnm | bé integrant del patrimoni cultural català | Sant Roc de Torregrossa               | Modifica les dades a Wikidata |
|        | Santa Maria de Margalef    | Torregrossa | església                  | Estil: arquitectura romànica             | 41° 34′ 13″ N, 0° 45′ 56″ E / 41.5704°N,0.76555°E                             | bé integrant del patrimoni cultural català | Santa Maria de Margalef               | Modifica les dades a Wikidata |

## granja
| imatge | Nom                  | Ubicat a    | instància de | Detalls | coordenades                                                          | Protecció | Commons (més fotos) | Dades a WD                    |
| ------ | -------------------- | ----------- | ------------ | ------- | -------------------------------------------------------------------- | --------- | ------------------- | ----------------------------- |
|        | Cobert del Zacaries  | Torregrossa | granja       |         | 41° 35′ 01″ N, 0° 49′ 08″ E / 41.5835621746892°N,0.818753131966547°E |           |                     | Modifica les dades a Wikidata |
|        | Granges de Sabatera  | Torregrossa | granja       |         | 41° 34′ 53″ N, 0° 49′ 16″ E / 41.5812739502277°N,0.821097293492634°E |           |                     | Modifica les dades a Wikidata |
|        | Granges del Reig     | Torregrossa | granja       |         | 41° 34′ 40″ N, 0° 49′ 20″ E / 41.5777451285756°N,0.822139552811539°E |           |                     | Modifica les dades a Wikidata |
|        | Granges del Tiesso   | Torregrossa | granja       |         | 41° 35′ 58″ N, 0° 49′ 43″ E / 41.5994197460497°N,0.828585886289503°E |           |                     | Modifica les dades a Wikidata |
|        | Granja Eloi          | Torregrossa | granja       |         | 41° 34′ 26″ N, 0° 47′ 01″ E / 41.573964544946°N,0.783622004214465°E  |           |                     | Modifica les dades a Wikidata |
|        | Granja Gomar         | Torregrossa | granja       |         | 41° 34′ 57″ N, 0° 46′ 47″ E / 41.58245067666°N,0.77959522496339°E    |           |                     | Modifica les dades a Wikidata |
|        | Granja Margalef      | Torregrossa | granja       |         | 41° 34′ 39″ N, 0° 44′ 47″ E / 41.5775010072134°N,0.746413742814922°E |           |                     | Modifica les dades a Wikidata |
|        | Granja Matorric      | Torregrossa | granja       |         | 41° 34′ 52″ N, 0° 48′ 17″ E / 41.581134198014°N,0.80483022994144°E   |           |                     | Modifica les dades a Wikidata |
|        | Granja Moliner       | Torregrossa | granja       |         | 41° 34′ 58″ N, 0° 48′ 35″ E / 41.5828209255965°N,0.809613425995272°E |           |                     | Modifica les dades a Wikidata |
|        | Granja Santjaume     | Torregrossa | granja       |         | 41° 35′ 29″ N, 0° 49′ 17″ E / 41.59145825673°N,0.821462532913109°E   |           |                     | Modifica les dades a Wikidata |
|        | Granja del Barquera  | Torregrossa | granja       |         | 41° 35′ 43″ N, 0° 51′ 05″ E / 41.5953373974324°N,0.851458950174519°E |           |                     | Modifica les dades a Wikidata |
|        | Granja del Benito    | Torregrossa | granja       |         | 41° 34′ 30″ N, 0° 49′ 16″ E / 41.5749888880595°N,0.821176697213767°E |           |                     | Modifica les dades a Wikidata |
|        | Granja del Cansalada | Torregrossa | granja       |         | 41° 35′ 01″ N, 0° 48′ 50″ E / 41.5835513824135°N,0.813919199968051°E |           |                     | Modifica les dades a Wikidata |
|        | Granja del Comadrons | Torregrossa | granja       |         | 41° 35′ 18″ N, 0° 49′ 26″ E / 41.5883792758152°N,0.823905445049285°E |           |                     | Modifica les dades a Wikidata |
|        | Granja del Cosí      | Torregrossa | granja       |         | 41° 35′ 08″ N, 0° 50′ 50″ E / 41.5854392971985°N,0.847132764668949°E |           |                     | Modifica les dades a Wikidata |
|        | Granja del Fillana   | Torregrossa | granja       |         | 41° 34′ 36″ N, 0° 48′ 48″ E / 41.5765949221584°N,0.813266310826385°E |           |                     | Modifica les dades a Wikidata |
|        | Granja del Guàrdia   | Torregrossa | granja       |         | 41° 35′ 01″ N, 0° 50′ 32″ E / 41.5836985925094°N,0.842200349227797°E |           |                     | Modifica les dades a Wikidata |
|        | Granja del Pastor    | Torregrossa | granja       |         | 41° 35′ 05″ N, 0° 49′ 05″ E / 41.5848090842514°N,0.818015378860785°E |           |                     | Modifica les dades a Wikidata |
|        | Granja del Pató      | Torregrossa | granja       |         | 41° 35′ 15″ N, 0° 49′ 12″ E / 41.5875826359712°N,0.819889380299906°E |           |                     | Modifica les dades a Wikidata |
|        | Granja del Peres     | Torregrossa | granja       |         | 41° 35′ 52″ N, 0° 48′ 21″ E / 41.5978252091952°N,0.805806370300748°E |           |                     | Modifica les dades a Wikidata |
|        | Granja del Rata      | Torregrossa | granja       |         | 41° 34′ 50″ N, 0° 49′ 27″ E / 41.5804401048007°N,0.824148126297915°E |           |                     | Modifica les dades a Wikidata |
|        | Granja del Reiet     | Torregrossa | granja       |         | 41° 35′ 10″ N, 0° 49′ 00″ E / 41.5860342340738°N,0.816606540599066°E |           |                     | Modifica les dades a Wikidata |
|        | Granja del Roget     | Torregrossa | granja       |         | 41° 34′ 29″ N, 0° 48′ 12″ E / 41.5747640804919°N,0.803217037725259°E |           |                     | Modifica les dades a Wikidata |
|        | Granja del Serrat    | Torregrossa | granja       |         | 41° 35′ 27″ N, 0° 50′ 39″ E / 41.5908072923012°N,0.844254984600165°E |           |                     | Modifica les dades a Wikidata |
|        | Granja del Sió       | Torregrossa | granja       |         | 41° 34′ 39″ N, 0° 50′ 16″ E / 41.5775180038467°N,0.837776235007332°E |           |                     | Modifica les dades a Wikidata |
|        | Granja del Valeri    | Torregrossa | granja       |         | 41° 34′ 39″ N, 0° 48′ 57″ E / 41.57745445563°N,0.815840140464272°E   |           |                     | Modifica les dades a Wikidata |
|        | Granja del Xollat    | Torregrossa | granja       |         | 41° 36′ 11″ N, 0° 51′ 10″ E / 41.6029921369052°N,0.852860846874991°E |           |                     | Modifica les dades a Wikidata |

## masia
| imatge | Nom                   | Ubicat a    | instància de | Detalls | coordenades                                                          | Protecció | Commons (més fotos) | Dades a WD                    |
| ------ | --------------------- | ----------- | ------------ | ------- | -------------------------------------------------------------------- | --------- | ------------------- | ----------------------------- |
|        | Finca del Domènec     | Torregrossa | masia        |         | 41° 33′ 52″ N, 0° 45′ 59″ E / 41.5643173577953°N,0.766347369721479°E |           |                     | Modifica les dades a Wikidata |
|        | Finca dels Alemanys   | Torregrossa | masia        |         | 41° 34′ 25″ N, 0° 44′ 14″ E / 41.5737081677923°N,0.737190425603727°E |           |                     | Modifica les dades a Wikidata |
|        | Mas de Cabau          | Torregrossa | masia        |         | 41° 34′ 16″ N, 0° 50′ 58″ E / 41.57117181315°N,0.84954317244489°E    |           |                     | Modifica les dades a Wikidata |
|        | Torre Florida         | Torregrossa | masia        |         | 41° 34′ 42″ N, 0° 44′ 10″ E / 41.5783237249997°N,0.736033677821122°E |           |                     | Modifica les dades a Wikidata |
|        | Torre de Cal Sargarie | Torregrossa | masia        |         | 41° 34′ 23″ N, 0° 48′ 52″ E / 41.5731773779017°N,0.814473070920836°E |           |                     | Modifica les dades a Wikidata |

## muntanya
| imatge | Nom                   | Ubicat a                       | instància de | Detalls | coordenades                                                             | Protecció | Commons (més fotos) | Dades a WD                    |
| ------ | --------------------- | ------------------------------ | ------------ | ------- | ----------------------------------------------------------------------- | --------- | ------------------- | ----------------------------- |
|        | Margalef              | Torregrossa                    | muntanya     |         | 41° 34′ 14″ N, 0° 45′ 51″ E / 41.57065278°N,0.76406389°E 271.1 msnm     |           |                     | Modifica les dades a Wikidata |
|        | Tossal de l'Infern    | Torregrossa                    | muntanya     |         | 41° 35′ 40″ N, 0° 52′ 12″ E / 41.59443333°N,0.86990833°E 301.4 msnm     |           |                     | Modifica les dades a Wikidata |
|        | Tossal de les Arcades | Torregrossa                    | muntanya     |         | 41° 35′ 42″ N, 0° 49′ 20″ E / 41.5951°N,0.822103°E 229.3 msnm           |           |                     | Modifica les dades a Wikidata |
|        | la Fita Alta          | Sidamon Torregrossa            | muntanya     |         | 41° 36′ 47″ N, 0° 50′ 35″ E / 41.6129870926°N,0.843120284099°E 289 msnm |           | La Fita Alta        | Modifica les dades a Wikidata |
|        | la Pena               | Torregrossa Puigverd de Lleida | muntanya     |         | 41° 33′ 58″ N, 0° 44′ 08″ E / 41.5661°N,0.735433°E 262.7 msnm           |           |                     | Modifica les dades a Wikidata |

## vèrtex geodèsic
| imatge | Nom       | Ubicat a    | instància de    | Detalls   | coordenades                                                                    | Protecció | Commons (més fotos) | Dades a WD                    |
| ------ | --------- | ----------- | --------------- | --------- | ------------------------------------------------------------------------------ | --------- | ------------------- | ----------------------------- |
|        | Fita Alta | Torregrossa | vèrtex geodèsic | Alt: 1.2m | 41° 36′ 47″ N, 0° 50′ 35″ E / 41.612984°N,0.843137°E la Fita Alta 290.438 msnm |           |                     | Modifica les dades a Wikidata |
|        | Margalef  | Torregrossa | vèrtex geodèsic | Alt: 1.2m | 41° 34′ 14″ N, 0° 45′ 50″ E / 41.570655°N,0.764024°E 271.099 msnm              |           |                     | Modifica les dades a Wikidata |

## Misc
| imatge | Nom                                      | Ubicat a                                            | instància de                                   | Detalls                     | coordenades                                                                   | Protecció                                            | Commons (més fotos)            | Dades a WD                    |
| ------ | ---------------------------------------- | --------------------------------------------------- | ---------------------------------------------- | --------------------------- | ----------------------------------------------------------------------------- | ---------------------------------------------------- | ------------------------------ | ----------------------------- |
|        | Ajuntament de Torregrossa                | Torregrossa                                         | casa consistorial                              | Estil: arquitectura popular | 41° 34′ 48″ N, 0° 49′ 55″ E / 41.58°N,0.83183°E                               | bé cultural d'interès local                          | Ajuntament de Torregrossa      | Modifica les dades a Wikidata |
|        | Castell de Torregrossa                   | Torregrossa                                         | castell                                        |                             | 41° 34′ 53″ N, 0° 49′ 56″ E / 41.581488°N,0.832243°E ca:Carrer Major 229 msnm | bé d'interès cultural bé cultural d'interès nacional | Castell de Torregrossa         | Modifica les dades a Wikidata |
|        | Margalef                                 | Torregrossa                                         | despoblat                                      |                             | 41° 34′ 13″ N, 0° 45′ 56″ E / 41.57039229667772°N,0.7655791835554018°E        |                                                      |                                | Modifica les dades a Wikidata |
|        | Polígon industrial de Torregrossa        | Torregrossa                                         | polígon industrial                             |                             | 41° 35′ 15″ N, 0° 49′ 39″ E / 41.5873859074815°N,0.827573753980785°E          |                                                      |                                | Modifica les dades a Wikidata |
|        | Portal medieval de Torregrossa           | Torregrossa                                         | porta de ciutat                                | Estil: arquitectura gòtica  | 41° 34′ 53″ N, 0° 49′ 55″ E / 41.58135°N,0.83207°E                            | bé integrant del patrimoni cultural català           | Portal medieval de Torregrossa | Modifica les dades a Wikidata |
|        | Pou Bo                                   | Torregrossa                                         | pou                                            | Estil: arquitectura popular | 41° 35′ 02″ N, 0° 49′ 08″ E / 41.58382°N,0.818759°E                           | bé integrant del patrimoni cultural català           | Pou Bo (Torregrossa)           | Modifica les dades a Wikidata |
|        | Torregrossa                              | Torregrossa                                         | entitat singular de població capital municipal | 2227 hab                    | 41° 34′ 44″ N, 0° 49′ 48″ E / 41.57885442°N,0.83007668°E 235 msnm             |                                                      |                                | Modifica les dades a Wikidata |
|        | Tossals de Torregrossa                   | Torregrossa                                         | parc                                           |                             | 41° 33′ 42″ N, 0° 45′ 51″ E / 41.56158056°N,0.76415278°E                      |                                                      |                                | Modifica les dades a Wikidata |
|        | canal auxiliar d'Urgell                  | Noguera Pla d'Urgell Segrià                         | canal de reg                                   | Desemboca: canal d'Urgell   | 41° 42′ 28″ N, 0° 55′ 39″ E / 41.707651°N,0.927486°E                          |                                                      |                                | Modifica les dades a Wikidata |
|        | cova de la Pena                          | Torregrossa                                         | cova                                           |                             | 41° 33′ 47″ N, 0° 44′ 44″ E / 41.56305563328°N,0.745548897182409°E            |                                                      |                                | Modifica les dades a Wikidata |
|        | font de Paradell                         | Torregrossa                                         | font                                           |                             | 41° 34′ 26″ N, 0° 47′ 07″ E / 41.574006°N,0.785198°E 253 msnm                 |                                                      | Font de Paradell               | Modifica les dades a Wikidata |
|        | la Serra                                 | Mollerussa Miralcamp Torregrossa Sidamon Fondarella | element geogràfic                              |                             | 41° 36′ 37″ N, 0° 51′ 16″ E / 41.610191°N,0.854439°E                          |                                                      |                                | Modifica les dades a Wikidata |
|        | pla de la Serra                          | Mollerussa Torregrossa                              | indret                                         |                             | 41° 36′ 33″ N, 0° 51′ 28″ E / 41.6093°N,0.857839°E 290 msnm                   |                                                      |                                | Modifica les dades a Wikidata |
|        | poblat ibèric del Tossal de les Tenalles | Torregrossa                                         | poblat ibèric                                  |                             | 41° 36′ 51″ N, 0° 50′ 19″ E / 41.6141451504904°N,0.8386051390345°E            |                                                      |                                | Modifica les dades a Wikidata |